# 莊惟春
莊惟春（1492年—？），字元卿，號三溪，福建福州府長樂縣人，明朝政治人物。

## 生平
正德十一年（1516年）丙子科福建鄉試第八十六名舉人，正德十二年（1517年）聯捷丁丑科会试101名，二甲103名進士。礼部观政，初授户部主事，升员外郎、郎中，历知黄州府、南安府，嘉靖九年（1530年）任江西南昌府知府。

## 家族
曾祖莊順；祖父莊禮，曾任教諭；父莊文玄，曾任教授，封户部主事。母高氏（1474年-1526年），封安人。重庆下。弟惟桐、惟桢。